# Biserica Sfântul Gheorghe din Botoșani
Biserica Sfântul Gheorghe din Botoșani este o biserică ctitorită de doamna Elena Rareș (văduva domnitorului Petru Rareș) în anul 1551. Biserica Sfântul Gheorghe din Botoșani a fost inclusă pe Lista monumentelor istorice din județul Botoșani din anul 2015, având codul de clasificare BT-II-a-A-01942.01. Pe pisania acestei biserici se poate citi: „Elena, fiica de despot, doamna răposatului Petru voievod, a zidit acest hram în târgul Botoșanilor, în zilele domnului Io Ștefan voievod și s-a săvârșit în anul 7059 (1551) luna lui octombre.”. Clopotnița care se află în parte de nord a fost construită după demolarea celei din secolul al XVIII-lea și este asemănătoare cu cea de la Popăuți. În curtea bisericii a fost descoperit un cimitir medieval.
Arhitectura bisericii este asemănătoare cu cele construite de Ștefan cel Mare având același pronaos mărit foarte mult, acoperirea cu calotă pe pandativi, dar fără decorul de tip gotic al nervurilor ceramice. Această biserică a fost restaurată de Nicolae Ghika-Budești în anul 1911. 
În anul 2018, Agenția de Dezvoltare Nord-Est a semnat un contract de finanțare a lucrărilor de reabilitare a Bisericii Sf. Gheorghe. Primarul Cătălin Flutur a anunțat că în data de 12 februarie, directorul ADR Nord-Est va fi prezent la Botoșani pentru a semna contractul de finanțare a acestui proiect care are o valoare de aproximativ 7.518.702 de lei. Câștigător este asocierea de firme LDC Trust Construcții MV – Mateo Rustic Construct (prima firmă fiind lider de asociere), având drept subcontractanți firmele Test Prima și Energoice.